# Беминстер
Беминстер (англ. Beaminster) — небольшой город в Дорсете, Англия. Беминстер расположен в 72 км к югу от Бристоля, в 61 км к западу от Борнмута и в 24 км к северо-западу от столицы графства — Дорчестера. Согласно переписи 2001 года население города составляло 2936 человек.
В годы английской гражданской войны город был на стороне парламента и был разграблен роялистами в 1644 году. Город перенес ряд пожаров в 1684 и 1781 годах. Через город не было построено железных дорог, таким образом он оставался относительно небольшим на протяжении своей истории.
Ближайшая железнодорожная станция находится в 8 км к северу от города. Международный аэропорт в 48 км на запад. Основная трасса, проходящая через город, — A3066.
В городе проходит ежегодный фестиваль музыки и искусства.